# Tisamen (fill de Tersandre)
D'acord amb la mitologia grega, Tisamen (en grec antic Τισαμενός) va ser un rei de Tebes, fill de Tersandre i de Demonassa. És descendent d'Èdip.
Era massa jove, a l'època de la guerra de Troia, per comandar les tropes tebanes, (el seu pare havia mort a mans de Tèlef durant el desembarcament de Mísia a la primera expedició a Troia). Quan va ser adult, Tisamen va regnar a Tebes. Va tenir un fill, Autesió, que no el va succeir, sinó que es va haver d'exiliar, reunint-se amb els Heràclides al Peloponès. Un net de Penèleu, Damasíction, va succeir Tisamen.